# Cikote (Kosjerić)
Cikote es un pueblo ubicado en la municipalidad de Kosjerić, en el distrito de Zlatibor, Serbia. Según el censo de 2022, tiene una población de 182 habitantes.

## Superficie
Posee una superficie de 7,545 kilómetros cuadrados.

## Demografía
Hasta 2022 la población era de 182 habitantes, con una densidad de población de 24,12 habitantes por kilómetro cuadrado.